# Sofia Maldonado
Sofia Maldonado Diaz, född 6 februari 2002 i Guadalajara, Mexiko, är en volleybollspelare (vänsterspiker). Hon spelar med Mexikos landslag.
Maldonado studerar sedan 2020 vid University of Arizona och spelar med deras volleybollag Arizona Wildcats. Tidigare har hon spelat med Castêlo da Maia GC i Portugal samt med Club de Voleibol Spartans U20-lag i hemlandet. Hon har förutom med seniorlandslaget även spelat med Mexikos olika juniorlandslag och med dem tagit medaljer i nord- och panamerikanska mästerskap.